# Fried-kastély (Simontornya)
A simontornyai Fried-kastélyt Fried Imre, az ott megtelepedett, faluszerte köztiszteletben álló Fried család bőrgyárosa építtette. Ezzel örvendeztette meg feleségét, Gottlieb Margitot egyik házassági évfordulójuk alkalmából.
Fried Imre az egész településnek meghatározó alakja volt. 1887. január 28-án született. Ő volt Fried Pál öccse és őt követően a híres bőrgyár tulajdonosa. Fried Imre 1931-ben megkapta a magyar királyi főtanácsos címet, erről a különleges eseményről a katolikus egyházközségi jegyzőkönyv és Hecskó Tamás simontornyai főjegyző levele is megemlékezik. Ám nem ez volt Fried Imre első elismerése, még ezelőtt díszoklevelet kapott a Magyar Bőrkereskedők Országos Szövetségétől, melyben dísztaggá választották őt. Később a Simontornya díszpolgára címet is megkapta. Fried Imre az egész településnek meghatározó alakja volt. Bőrgyára, amely nem csak országszerte, hanem egész Európában, sőt a tengerentúlon is ismertté vált, igazi felvirágzáson ment keresztül a keze alatt, egyben sok simontornyainak is munkát adott.
Az épület szecessziós stílusban épült Vágó Pál tervezése nyomán, s a fennmaradt írásos emlékek tanúsága szerint 1926 tájékán adták át a házaspárnak. A kastély kívülről világos homokszínben pompázott, falát vörös terméskövek díszítették. Gyönyörű parkját francia stílusban álmodták meg, ápoltságáról Deme Sándor kertész gondoskodott. Fried Imrét és egész családját a 2. világháború idején Auschwitzba deportálták, ahonnan már nem térhettek haza.
A kastélyt a háború után államosították, a szocializmus időszakában lakásokká alakították át. Az új beosztás megbontotta az épület belső rendjét. A rendszerváltás után az ismétlődő tulajdonos váltás miatt romlott az épület állaga. Tulajdonosai 2002-ben komoly felújítási munkálatokba kezdtek, hogy a szállodát az eredeti állapotába állítsák vissza, amit a hallban látható régi képek is igazolnak. A Fried Kastélyszálló 2005-ben négycsillagos szállodaként nyitotta meg kapuit a nagyközönség előtt.